# Бледин ап Кинвин
Бле́дин ап Ки́нвин (валл. Bleddyn ap Cynfyn) (умер в 1075 году) — валлийский правитель из дома Матравала, король Гвинеда и Поуиса.

## Биография

### Происхождение
Бледин был сыном Ангхарад, дочери Маредида из Диневурского дома, правящей династии Дехейбарта, и её второго мужа, поуисского дворянина Кинвина ап Гверстана, сын Гверстана, который в свою очередь по мужской линии был правнуком Трифина или Ярти ап Мервин ап Родри. Женой Бледина была Хеар из Поуиса.

### Правление
Когда в 1063 году погиб Грифид ап Лливелин, убитый собственными людьми после поражения от Гарольда Годвинсона, его владения были разделены между другими правителями. Бледин и его брат Риваллон согласились подчиниться Гарольду, и получили во владение Гвинед и Поуис. В 1067 году Бледин и Риваллон вместе с мерсийским вождём Эадриком напали на норманнов в Херефорде, а в 1068 году заключили союз против нормандцев с Эдвином, эрлом Мерсии, и эрлом Нортумбрии Моркаром.
Против Бледина подняли восстание два сына Грифида ап Лливелина, однако в битве при Мехайне (1070) им было нанесено поражение: в битве погибли один из сыновей Грифида (второй позже умер от ран) и Риваллон, и Бледин оставался единоличным правителем Гвинеда и Поуиса до своей гибели. Он был убит в 1075 году Рисом ап Оуайном из Дехейбарта и дворянами Истрад-Тиви. Когда Трахайарн ап Карадог, двоюродный брат Бледина и его наследник на троне Гвинеда, изгнал Риса, а Карадог ап Грифид, правитель Гвента, вскоре его убил, это рассматривалось как «месть за кровь Бледина ап Кинвина».
«Хроника принцев» называет Бледина добрым правителем:
...самый прекрасный и милосердный из всех королей... он был учтив с родичами, щедр с бедными, милостив к странникам, сиротам и вдовам, защитником слабых...
...самый мягкий и снисходительный из королей... он никого не обижал, если его не оскорбляли... шедрый ко всем, ужасен на войне, но всеми любим в мире
При Бледине была составлена версия валлийских законов, позже использовавшаяся в Гвинеде. После его смерти трон Гвинеда захватил Трахайарн ап Карадог, а позже, при Грифиде ап Кинане там вновь воцарилась линия потомков Родри Великого. В Поуисе же династия Бледина правила до конца XIII века.

### Семья
- 1-я жена дочь Брохвайла ап Мойлина:
  - Ририд
  - Мадог
  - Кадуган
  - Иорверт
  - Лливарх
  - Хинид верх Бледдин
  - Гвенллиан верх Бледдин
- 2-я жена ?
- 3-я жена Хайр верх Килин :
  - Маредид